# Осада Краковского замка (1772)
Оса́да Кра́ковского за́мка  — осада русскими войсками под командованием генерал-майора А. В.  Суворова Краковского замка, который занимал франко-польский гарнизон под командованием французского подполковника маркиза де Шуази, во время войны Барской конфедерации. Осада длилась с 4 февраля по 26 апреля 1772 г. (24 января – 15 апреля 1772 года по старому стилю). В результате осады Суворов принудил гарнизон к капитуляции и захватил замок.

## Предыстория
В кампанию 1771 года победы Суворова при Столовичах, Тынце, дважды под Лянцкороной и в многочисленных мелких стычках сильно ослабили силы конфедератов и сорвали их планы по захвату Люблина и Кракова. Также после разгрома Суворовым французского эмиссара Дюмурье, для поляков серьёзно сократилась финансовая поддержка от Французского Королевства, которое тайно поддерживало конфедератов против России. Рассорившись с польскими предводителями, Дюмурье уехал из Польши, на смену ему Франция прислала генерал-майора барона де Виомениля с французскими офицерами, унтер-офицерами и двумя ротами солдат. На кампанию 1772 года Виомениль имел задачу помочь конфедератам удержать оставшиеся укрепления, навербовать новые войска и по возможности захватить город Краков.
В 1772 году командующим русскими войсками в Польше был назначен генерал-поручик Бибиков А. И. Основные силы конфедератов действовали под Люблином и Краковом. За оборону Люблинского район отвечал генерал-майор Суворов, а за краковский район полковник Штакельберг. Штакельберг был пассивным и не молодым офицером, который не уделял должного внимания комендантской служб и агентуре. Главное укрепление Кракова и резиденцию Штакельберга  – Краковский замок имел гарнизон лишь из 80 солдат Суздальского полка. В самом городе не было назначено достаточное число караулов. Краков был наводнён агентами конфедератов, информацию передавали польские монахи, которые также проживали в Краковском замке. Также Штакельберг испытывал слабость к польским шляхеткам, одна из них даже уговорила его снять с караула солдата, оклик которого якобы мешал ей спать.
Когда охрана замка была максимально ослаблена и Виомениль получил все сведения об этом, он начал действовать. На вечер 1 февраля в городе был назначен костюмированный бал, куда пригласили и полковник Штакельберга. Виомениль приказал подполковнику Шуази захватить замок. Шуази с отрядом из поляков и французов погрузился на суда у Тынца и по Висле отправился к Краковскому замку, который стоит в северной части города, на берегу реки.  Люди в отряде Шуази переоделись в белую одежду польских монахов и высадились возле замка, а выпавший снег скрывал их число. Возле ворот замковой стены внизу находилось отверстие для трубы стока нечистот, на котором была заранее выломана решётка и убран часовой. Конфедераты пробрались по трубе внутрь замка, кинулись на караул при воротах, закололи часового, захватив гарнизон  врасплох и пленив его. Заняв замок с припасами и 4 пушками, Шуази приказал завалить ворота. Узнав о захвате замка Штакельберг собрал отряд и попытался взять замок обратно, но его атака была отбита, и он отброшен от замка.
В течение 2-3 февраля от Тынца в Краковский замок приходили новые отряды конфедератов. Согласно разведданным Суворова его гарнизон составлял  700-900 человек и состоял из двух рот французских егерей, нанятых немецких гренадер, польских улан, драгун, казаков, янычар и пехоты и около 40 французских и польских офицеров. Согласно польским источникам гарнизон конфедератов дополнился вооружёнными польскими монахами и жителями из Кракова и составил около 1200 человек. Русские источники подтверждают присутствие нескольких десятков монахов в замке.
Бибиков приказал Суворову возглавить войска в краковском районе и взять Краковский замок. Суворов прибыл из Люблина в Краков 4 февраля, всего в краковском районе было около 6 тысяч русских войск, в это число входило 5 полков улан коронного польского войска под командой графа Браницкого. Однако большая область вокруг Кракова была наводнена 8 тысячами конфедератов, которые действовали многочисленными отрядами в несколько сотен человек и нарушали коммуникации русских. Также они могли собраться в крупный отряд и ударить по Кракову. Для противодействия им Суворов выставил прикрывающие отряды и для осады замка удалось выделить лишь 800 человек пехоты из мушкетёр и гренадер Суздальского и Казанского пехотного полков, а также полуэскадрон карабинёр из 84 человек.

## Ход осады
Краковский замок расположен на высоте, господствующей над городом: у подошвы холма с западной стороны протекает Висла. Южная, восточная и северные стороны имели крутые спуски холма.  Внутри замка находился кафедральный собор, полуразрушенный королевский дворец и несколько десятков домов. Несмотря на древность постройки, замок был серьёзным укреплением, он был обнесен крепкою и высокою стеною в 9 метров высоты и 2 метра толщиной, окружен рвом шириной 4 метра и глубиной в 9 метров.
Суворов прибыл к замку 4 февраля и в этот же день отбил крупную вылазку Шуази из замка к центру города. Конфедераты были отброшены в замок с потерей 29 человек убитыми и 16 пленными. Суворов не имел осадной артиллерии, инженерных частей и снаряжения для ведения осады, и необходимого числа войск для штурма. Однако он немедленно плотно окружил замок и разработал план осады. Вокруг замка были возведены ретраншементы и построены редуты, по берегам Вислы велось круглосуточное наблюдение и построен мост со стороны Тынца, чтобы исключить прибытие подкреплений конфедератов по воде. На верхние этажи ближайших к замку зданий, Суворов приказал поднять 4 трёхфунтовые пушки из пехотной артиллерии. Также там были расставлены стрелки, которые могли тревожить гарнизон и наблюдать за ним. Польскому военному инженеру Суворов приказал проложить две минные галереи. Сам город Краков Суворов разделил на 4 части и назначил в каждую по коменданту, на главные дороги и улицы были расставлены караулы и организовано патрулирование. Через торговцев в еврейском квартале Суворов наладил агентуру, так он узнавал о планах конфедератов. Все эти меры исключили возможность неожиданного прорыва конфедератов, чтобы деблокировать замок или вырваться из него. Обе стороны беспокоили друг друга обстрелами, однако Шуази терял от этого боеприпасы и не мог их восполнить, а Суворов сумел наладить снабжение блокирующего отряда.
Шуази произвёл новую вылазку 10 февраля силами 80 человек и попытался отбросить осаждающих. Однако конфедераты были удержаны на ретраншементе, контратакованы и отброшены обратно в замок с потерей 5 человек, потери русских составили 2 раненых.
Конфедераты предприняли мощную попытку к прорыву 13 февраля   силой до 500 человек, выйдя из замка с двух сторон. На первом участке они были успешно отбиты, однако на другом им удалось сбить русский отряд с позиции. Суворов своевременно направил в контратаку на опасный участок подкрепления и загнал конфедератов обратно в замок. Потери Шуази составили 7 человек битыми и около 8 ранеными, у русских 2 убитых и 7 раненых.
В течение второй половины февраля конфедераты предприняли ещё несколько более мелких вылазок, поскольку надеялись на подкрепления от других конфедератских отрядов, которые в большом числе действовали под Краковым. Чтобы окончательно пресечь их активность Суворов решил провести атаку на замок. Чтобы запутать поляков в течение нескольких дней производились демонстрации. А 2 марта произведена настоящая атака на замок с 4 сторон. Несмотря на сильный огонь осаждённых, атакующим колоннам удалось прорваться к стенам и воротам и взорвать заряд, но взрыв не расчистил завала за воротами. После чего русские вернулись на исходные позиции, потеряв 120 убитых и раненых. Однако атакующим и стрелкам с домов удалось нанести крупные потери и конфедератам, которые массово собрались на стены, их потери также составили около 120 убитых и раненных, по польским источникам были ранены рр многие офицеры и сам Шуази, а также повреждена одна пушка. К тому же гарнизон расстреляв много боеприпасов, испытывал теперь в них острую нехватку. Все это поколебало моральный дух конфедератов, и они прекратили попытки прорва, перейдя к пассивной обороне.
В течение марта усилилась активность польских отрядов вокруг Кракова, окружив город они производили постоянные попытки прорваться к замку и деблокировать его. Суворову неоднократно приходилось вести бои за городом, самым крупным стал второй бой у Тынца, где Суворов в очередной раз разбил поляков. С 7 марта к Суворову стала прибывать осадная артиллерия: 2 двенадцатифунтовые пушки, 1 двенадцатифунтовый единорог, 2 лёгкие кегорновы мортирки, 1 двухпудовая мортира. Начались регулярные обстрелы и бомбардировки замка.
15 апреля русским удалось повредить батареи, зажечь несколько зданий и склад с сеном и припасами в замке, что вызвало пожар. При обстреле замка 17 апреля была обрушена часть стены и уничтожена одна пушка в замке. Суворов стал готовиться к штурму, но в одну из ночей на постах был схвачен курьер конфедератов с зашифрованным письмом от Шуази к Виоменилю. Письмо было расшифровано, из него Суворов узнал, что гарнизон сильно голодает, продовольствия едва хватит на неделю, множество раненых и больных, боеприпасы на исходе и без помощи извне ему не выстоять. Русский командующий решил пойти на хитрость и отложил штурм. К замку был послан русский парламентёр, который предупредил о готовности к штурму и предложил сдаться, в противном случае весь гарнизон будет полностью уничтожен при штурме. Шуази согласился сдаться и подписал капитуляцию. Утром 26 апреля гарнизон замка капитулировал и без оружия стал выходить группами по сто человек и сдаваться. Шуази лично отдал шпагу своему победителю — Суворову, как и другие французские офицеры. Однако и здесь русский полководец проявил политическую прозорливость и вернул шпаги французским офицером, сказав, что поскольку войны между Францией и Россией нет они не военнопленные, а обычные пленные под караулом. С польскими пленными также обошлись человеколюбиво. Эти жесты добавили симпатий к русским от поляков и число сочувствующих конфедератам ещё более ослабло. В этот же день войска Суворова заняли Краковский замок, где был поставлен сильный гарнизон.

## Итоги
В результате взятия Краковского замка Суворовым, конфедераты были окончательно разгромлены. Россия победоносно окончила войну с Барской конфедерацией и приступила к первому разделу Речи Посполитой.